# Grammy Award alla miglior interpretazione rock
Il Grammy Award alla miglior interpretazione rock (Grammy Award for Best Rock Performance) è un premio dei Grammy Award conferito dalla National Academy of Recording Arts and Sciences per la qualità della migliore interpretazione di genere rock.
La categoria del premio è stata stabilita nel 2012 come fusione delle categorie miglior interpretazione vocale rock solista, miglior interpretazione rock di un duo o un gruppo e miglior interpretazione rock strumentale. Dal 2014 la categoria ha inglobato anche i primi relativi alla miglior interpretazione hard rock e alla miglior interpretazione hard rock/metal.

## Vincitori e candidati

### Anni 2010
- 2012
  - Foo Fighters – Walk

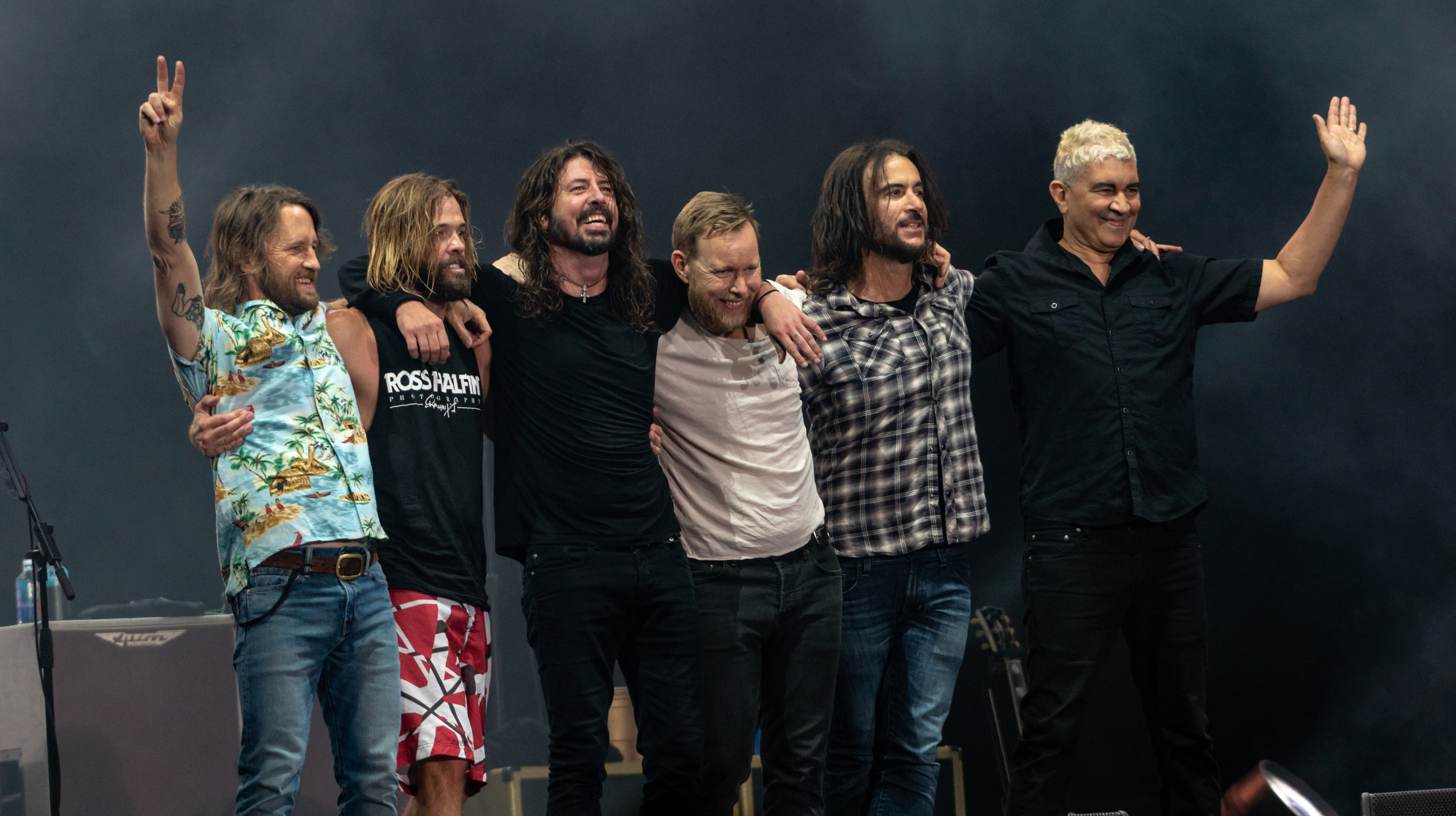
I Foo Fighters, i primi vincitori di questo premio.

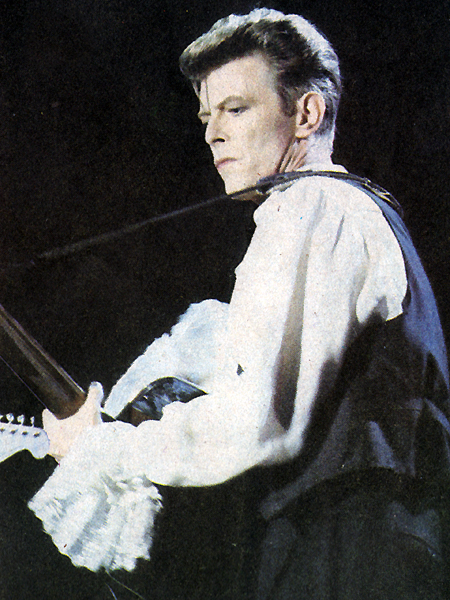
David Bowie ha ricevuto il premio postumo nel 2017.

  - Coldplay – Every Teardrop Is a Waterfall
  - The Decemberists – Down by the Water
  - Mumford & Sons – The Cave
  - Radiohead – Lotus Flower
- 2013
  - The Black Keys – Lonely Boy
  - Alabama Shakes – Hold On
  - Coldplay – Charlie Brown
  - Mumford & Sons – I Will Wait
  - Bruce Springsteen – We Take Care of Our Own
- 2014
  - Imagine Dragons – Radioactive
  - Alabama Shakes – Always Alright
  - David Bowie – The Stars (Are Out Tonight)
  - Led Zeppelin – Kashmir (Live)
  - Queens of the Stone Age – My God Is the Sun
  - Jack White – I'm Shakin'
- 2015[1]
  - Jack White – Lazaretto
  - Ryan Adams – Gimme Something Good
  - Arctic Monkeys – Do I Wanna Know?
  - Beck – Blue Moon
  - The Black Keys – Fever
- 2016[1]
  - Alabama Shakes – Don't Wanna Fight
  - Florence and the Machine – What Kind of Man
  - Foo Fighters – Something from Nothing
  - Elle King – Ex's & Oh's
  - Wolf Alice – Moaning Lisa Smile
- 2017[2][3]
  - David Bowie (postumo) – Blackstar
  - Alabama Shakes – Joe (Live from Austin City Limits)
  - Beyoncé featuring Jack White – Don't Hurt Yourself
  - Disturbed – The Sound of Silence
  - Twenty One Pilots – Heathens
- 2018[4][5]
  - Leonard Cohen – You Want It Darker
  - Chris Cornell – The Promise
  - Foo Fighters – Run
  - Kaleo – No Good
  - Nothing More – Go to War
- 2019[6][7]
  - Chris Cornell – When Bad Does Good
  - Arctic Monkeys – Four Out of Five
  - Fever 333 – Made an America
  - Greta Van Fleet – Highway Tune
  - Halestorm – Uncomfortable

### Anni 2020
- 2020[8]
  - Gary Clark Jr. – This Land
  - Bones UK – Pretty Waste
  - Brittany Howard – History Repeats
  - Karen O e Danger Mouse – Woman
  - Rival Sons – Too Bad
- 2021[9]
  - Fiona Apple – Shameika
  - Big Thief – Not
  - Phoebe Bridgers – Kyoto
  - HAIM – The Steps
  - Brittany Howard – Stay High
  - Grace Potter – Daylight
- 2022[10]
  - Foo Fighters – Making a Fire
  - AC/DC – Shot in the Dark

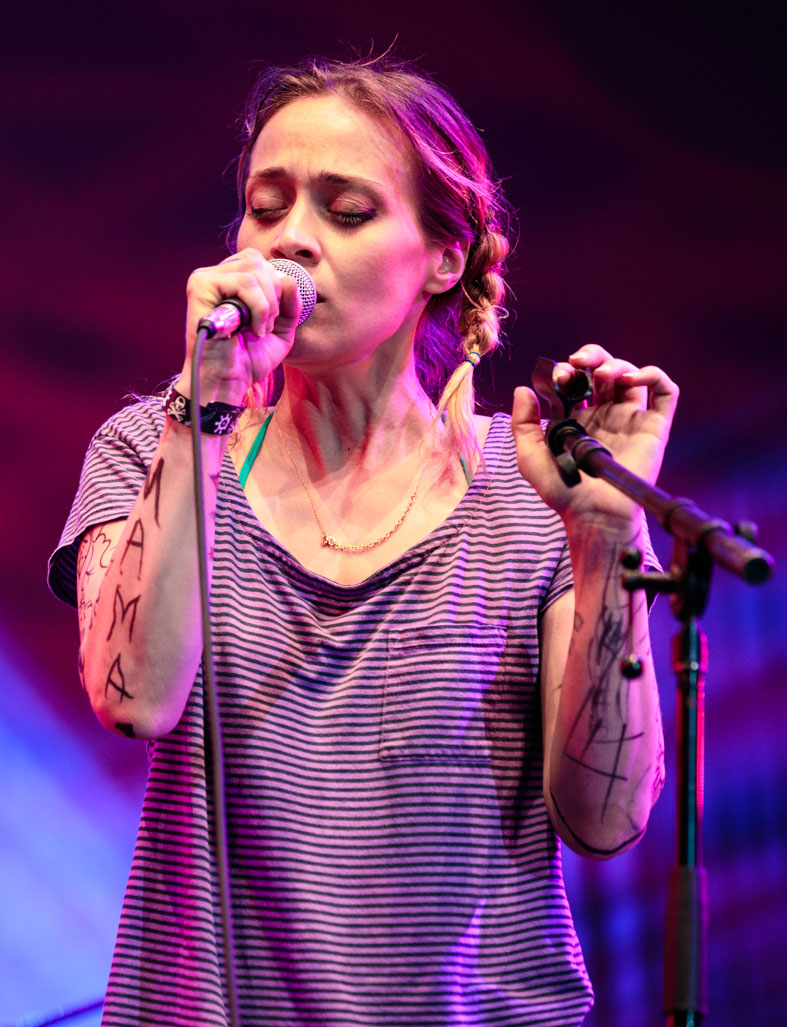
La vincitrice del 2021 Fiona Apple è stata la prima artista donna solista a vincere in questa categoria.

  - Black Pumas – Know You Better (Live From Capitol Studio A)
  - Chris Cornell – Nothing Compares 2 U
  - Deftones – Ohms
- 2023[11]
  - Brandi Carlile - Broken Horses
  - Bryan Adams – So Happy It Hurts
  - Beck – Old Man
  - The Black Keys – Wild Child
  - IDLES – Crawl!
  - Ozzy Osbourne ft. Jeff Beck – Patient Number 9
  - Turnstile – Holiday
- 2024[12][13]
  - Boygenius - Not Strong Enough
  - Arctic Monkeys - Sculptures of Anything Goes
  - Black Pumas - More Than a Love Song
  - Foo Fighters - Rescued
  - Metallica - Lux Æterna

- 2025[14]
  - The Beatles – Now and Then
  - The Black Keys – Beautiful People (Stay High)
  - Green Day – The American Dream Is Killing Me
  - Idles – Gift Horse
  - Pearl Jam – Dark Matter
  - St. Vincent – Broken Man